# Rhopalia cincta
Rhopalia cincta is een vliegensoort uit de familie Mydidae. De wetenschappelijke naam van de soort is voor het eerst geldig gepubliceerd in 1934 door Sack.
De soort komt voor in Egypte.